# Aguiar (Paraíba)
Pour les articles homonymes, voir Aguiar.
Aguiar est une ville brésilienne de l'ouest de l'État de la Paraíba.
Sa population était estimée à 5 629 habitants en 2007. La municipalité s'étend sur 345 km2.

## Maires
| Période | Période | Identité                    | Étiquette | Qualité |
| ------- | ------- | --------------------------- | --------- | ------- |
| 2005    | 2008    | Francisco Aureni de Lacerda | PSB       |         |
| 2009    | 2012    | Manoel Batista Guedes Filho | PMDB      |         |